# Rezerwat przyrody Uroczysko Wrzosy

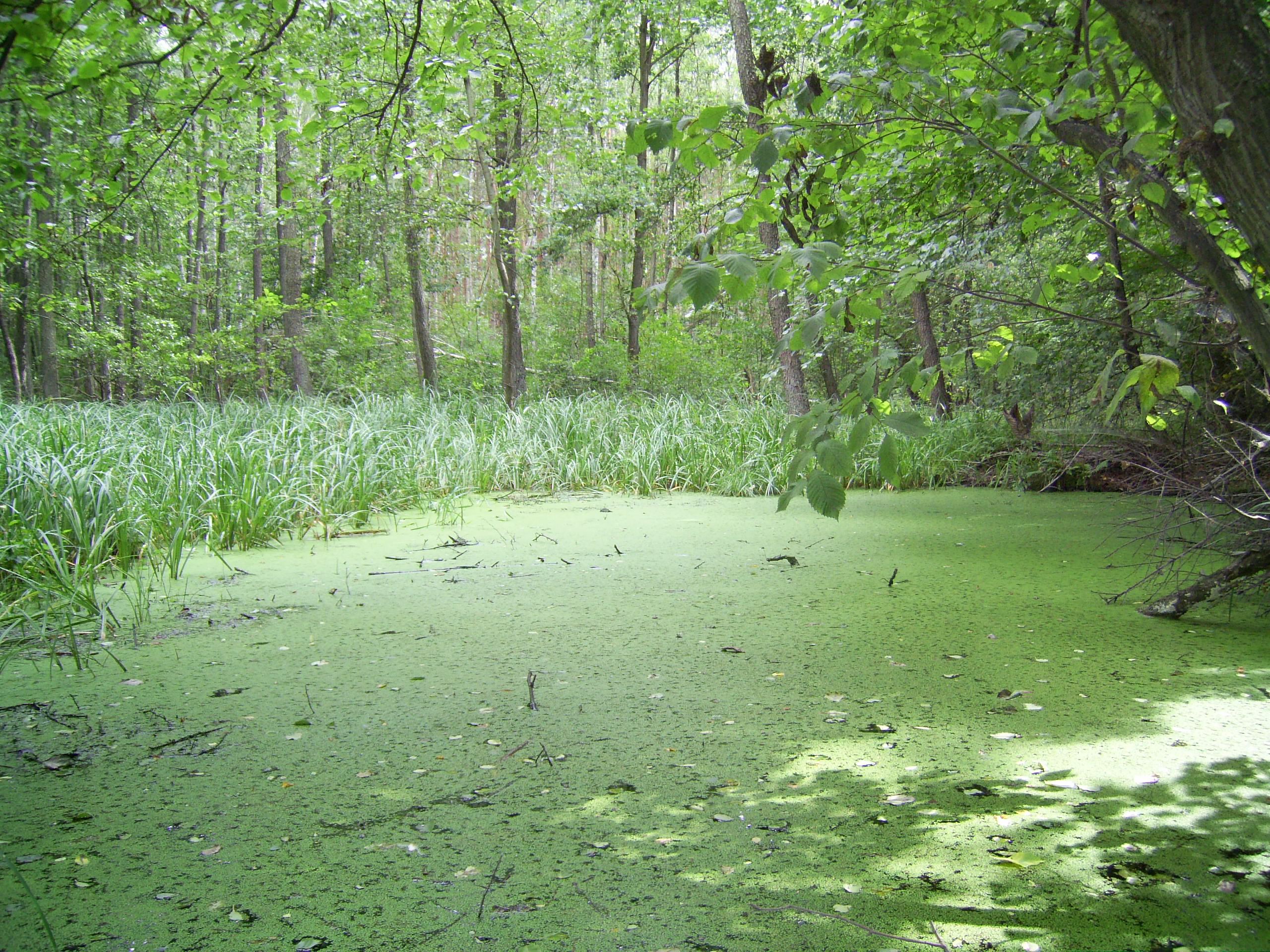
Bagno na terenie rezerwatu

Rezerwat przyrody Uroczysko Wrzosy – leśny rezerwat przyrody w południowo-zachodniej Polsce, na Nizinie Śląskiej, w woj. dolnośląskim, gmina Wołów.
Rezerwat położony jest na terenie Parku Krajobrazowego Doliny Jezierzycy na Wysoczyźnie Rościsławskiej, w dorzeczu Jezierzycy, między miejscowością Wrzosy na wschodzie i Wodnica na zachodzie, około 5 km na północny zachód od Wołowa.
Obszar rezerwatu stanowi objęty ochroną czynną fragment Parku Krajobrazowego Doliny Jezierzycy między rzekami Juszką i Niecieczną. Położony w całości na obszarze Natura 2000 Dębniańskie Mokradła PLH020002.
Rezerwat przyrody Uroczysko Wrzosy utworzony został na podstawie Rozporządzenia Wojewody Dolnośląskiego Nr 2 z dnia 8 marca 2000 r. (Dz. Urz. Woj. Dolnośląskiego Nr. 10, Poz. 149). W 2010 roku Zarządzeniem nr 1 Regionalnego Dyrektora Ochrony Środowiska we Wrocławiu powiększono obszar i utworzono otulinę rezerwatu o powierzchni 397,35 ha. Rezerwat obejmuje: lasy, wody płynące i stojące, grunty leśne oraz łąki śródleśne, o łącznej powierzchni 575,11 ha, utworzony dla ochrony wielu rzadkich gatunków roślin chronionych oraz naturalnych zbiorowisk leśnych. Rezerwat utworzono głównie dla ochrony stanowiska fragmentów lasów łęgowych, zwłaszcza zespołów olsu porzeczkowego i łęgu olszowo-jesionowego, oraz lęgowisk awifauny leśnej i wodno-błotnej.
Rezerwat wyróżnia się dużym skupieniem rzadkich i chronionych gatunków roślin i cennych ptaków, z wieloma drzewami pomnikowymi, lęgowiskami ptaków wodno-błotnych i ostojami zwierząt, oraz znacznym stopniem naturalności występujących tu fitocenoz olsu porzeczkowego i pozostającego z nim w układzie przestrzennym wielkopowierzchniowego łęgu jesionowo-olszowego. Zachowały się fragmentarycznie fitocenozy łęgu wiązowo-jesionowego. Dęby stanowią ważny element zbiorowisk grądowych, kwaśnej dąbrowy oraz boru mieszanego. Na uboższych i piaszczystych siedliskach rezerwatu, podstawowym gatunkiem lasotwórczym jest sosna. Występuje ona w drzewostanach mieszanych, najczęściej z dębami i modrzewiem jak i w litych monokulturach. W szacie leśnej dominują szeroko rozpowszechnione fitocenozy suboceanicznego boru świeżego. Tereny bezleśne poza zabudowaniami zajmują łąki i pastwiska, pola oraz stanowiące ważny element krajobrazu bagna i zbiorniki wodne.
Rezerwat charakteryzuje się wieloma siedliskami sprzyjającymi rozwojowi roślinności hydrofitycznej. Są nimi starorzecza, stawy hodowlane (Na Wrzosach), śródleśne młaki, rowy odwadniające oraz strumienie i cieki wodne.
Bogata flora rezerwatu obejmuje około 470 gatunków roślin, w tym 21 chronionych. Awifauna liczy około 180 gatunków, w tym 120 lęgowych. Zachowane w stanie naturalnym olsy, o charakterystycznej strukturze kępowodolinowej dna lasu, należą do najpiękniejszych na Dolnym Śląsku.
Na terenie rezerwatu stwierdzono liczne rzadkie lub chronione rośliny. Do najważniejszych należą:
- długosz królewski, największa populacja w województwie
- groszek błotny
- jaskier wielki
- kukułka krwista
- listera jajowata
- podejźrzon marunowy
- śnieżyca wiosenna
- wawrzynek wilczełyko
- wilczomlecz błotny

## Turystyka
Przez rezerwat przechodzi szlak turystyczny
- zielony – fragment szlaku przechodzący przez: Wołów, rezerwat Uroczysko Wrzosy, rezerwat Odrzysko, Tarchalice i dalej